# Новое Караваево
Новое Караваево (тат. Яңа Карабай) — крупный городской посёлок и жилой массив-микрорайон в Казани, один из нескольких в Авиастроительном районе города. Является одноимённой градостроительно-жилищной административно-учётной единицей с территориями общественного самоуправления «Ново-Караваево» (южная часть) и «Северный-1» (южная часть) и обслуживается управляющей компанией ЖКХ ООО РСК «Авиатор».

## Расположение и описание

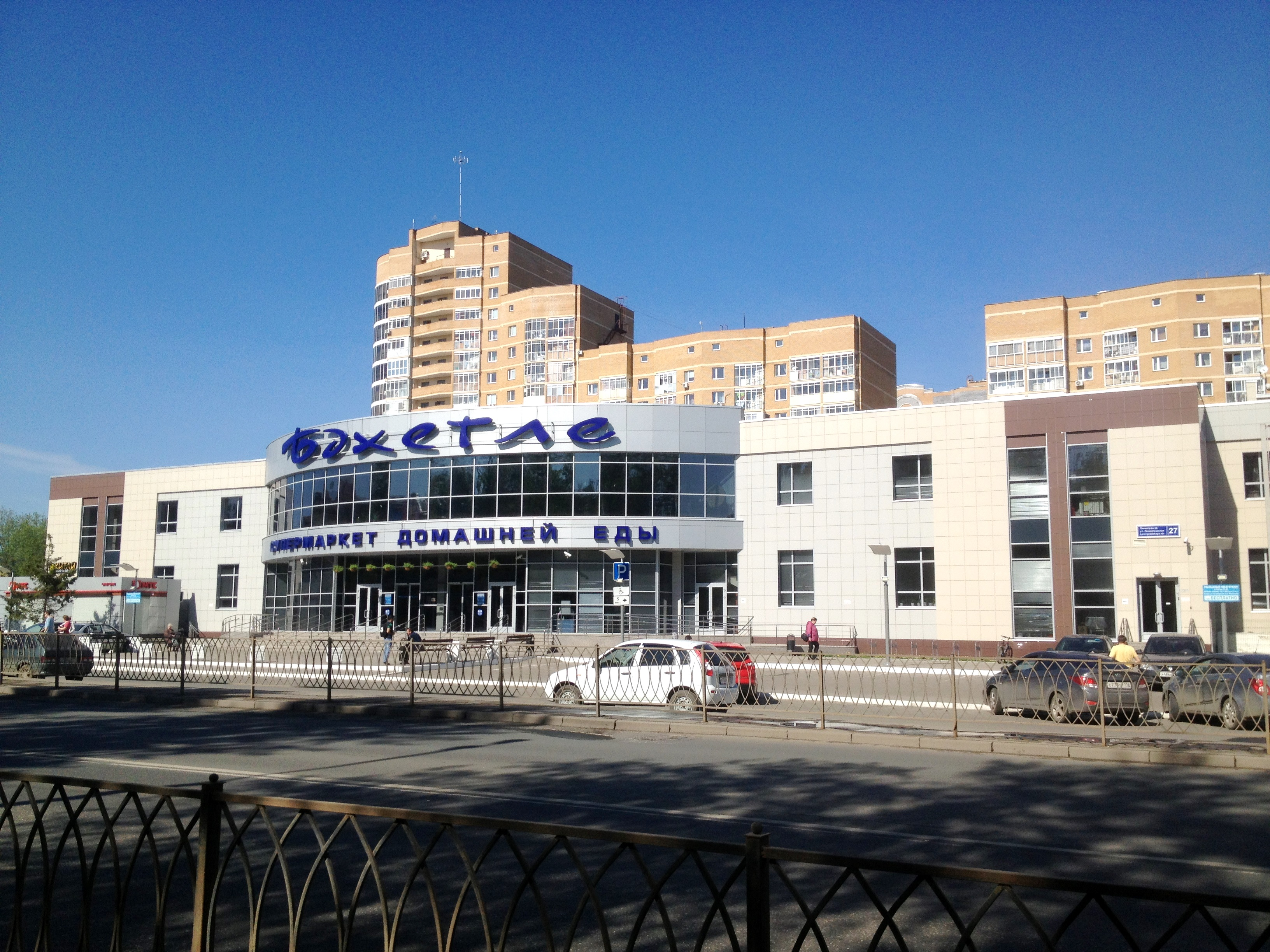
торговый центр сети «Бахетле»

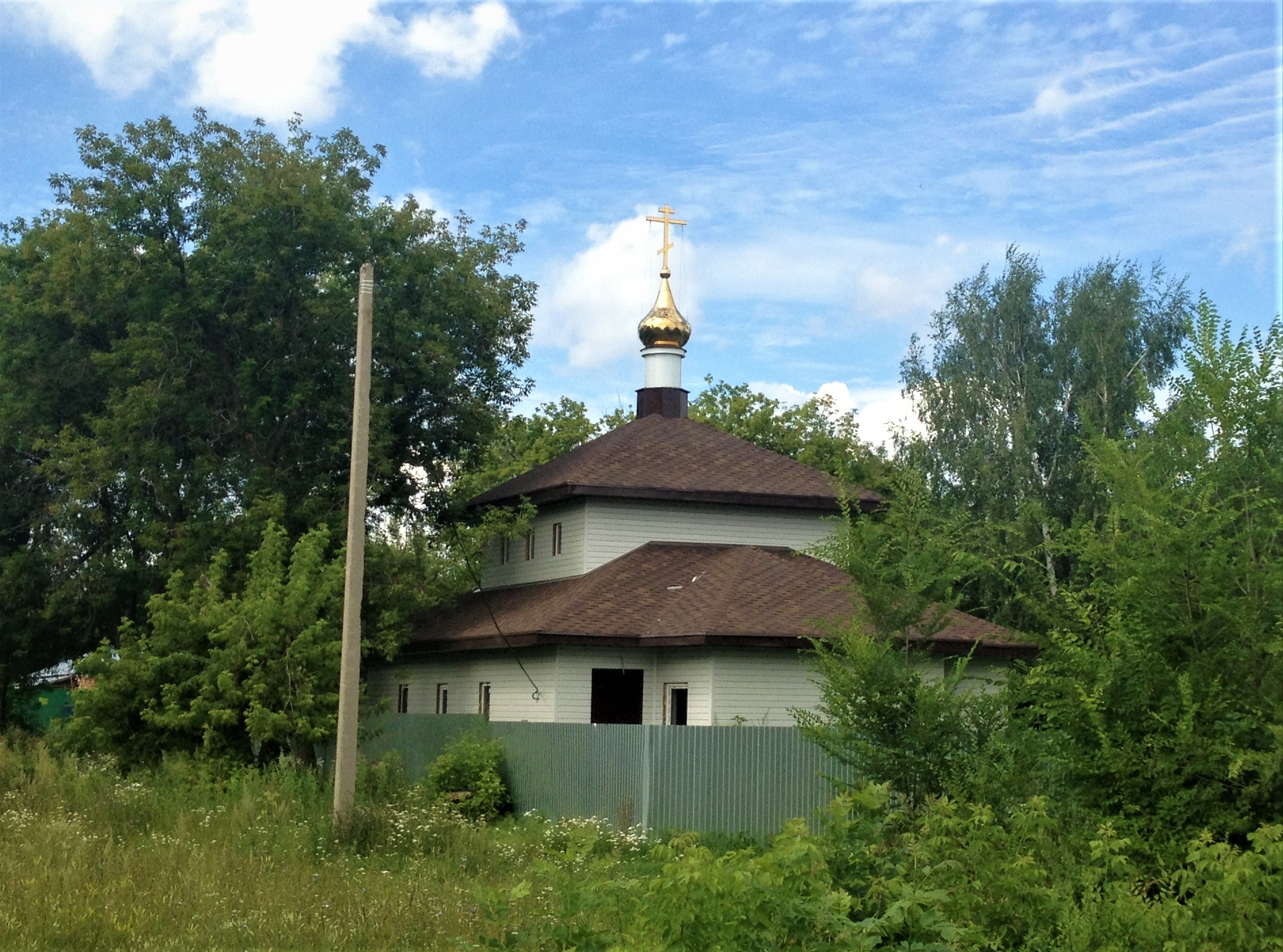
храм Матроны Московской

Посёлок находится на северо-западе города и в западной части района между улицами Максимова, Беломорской на юге и улицами Айдарова, Бадаева на севере, улицей Ленинградской на востоке и улицей Гудованцева на западе.
Восточнее находится городской посёлок-микрорайон Караваево, западнее — микрорайон Жилплощадка Московского района, севернее — городской посёлок Северный, юго-восточнее — микрорайон Соцгород и городской посёлок Грабарский, южнее — дачные участки («Нарцисс», «Строитель-1», «Ягодка», «Инвалидов и пенсионеров», «№3 ТЭЦ-2»), юго-западнее — обширная территория Казанского вертолётного завода.
Посёлок имеет площадь около 2,5 кв.км, протяжённость с востока на запад около 4 км, с юга на север — несколько сот метров и на плане имеет в целом прямоугольную форму, сильно вытянутую с востока на запад (с расширенной частью на западе) и испещрённую многочисленными мелкими ортогональными кварталами между двух десятков улиц широтного и меридионального направлений. Главной осевой магистралью посёлка является Беломорская улица. Также другие важные улицы в посёлке — это идущие с востока на запад улицы Максимова, Айдарова, Шатурская и идущие с юга на север улицы Ленинградская, Челюскина, Большая Армавирская, Кутузова, Дениса Давыдова, Гудованцева. У расширенной части на западе между посёлками Новое Караваево и Северный находится Суворовско-Бадаевский овраг (по названиям соседних улиц), также в западной части есть небольшое озеро Муромское (по названиям трёх соседних улиц).
Посёлок имеет на западе зону складов и мастерских, а в остальной части — плотную и разнообразную жилую застройку: индивидуальные жилые дома т.н. частного сектора на западе и юге, жилые здания-«хрущёвки» в центре и современные многоэтажные жилые здания до 18 этажей на востоке в т.н. «соципотечном городке».
В посёлке находятся Казанский политехнический колледж, гимназии №5,14,33,школы №115,119,134, детские сады №№10,14,348,400,407, почтовые отделения №№47,85, торговый центр, несколько магазинов, баня №9, мечеть Салихжан, храм Матроны Московской. Ранее в советское время в посёлке также действовал кинотеатр «Юность».

## История
Соответственно названию, посёлок появился после существовавшего рядом восточнее отдельного села, а затем городского посёлка-микрорайона Караваево.
Посёлок начал застраиваться с конца 1950-х годов, когда (и позже) здесь на пустырных территориях выделялись участки для строительства индивидуальных домов и строились жилые многоэтажные дома для рабочих расположенных неподалёку и появившихся в то же время предприятий «Казаньоргсинтез», «Татхимфармпрепараты», «Сантехзаготовки», Казанского моторостроительного завода и т. н. новой площадки (которая с 1970-х годов стала единственной) «Казанского вертолётного завода»; также сюда были переселены жители местностей, попавших в зону затопления при строительстве Куйбышевского водохранилища.
В XXI веке в восточной части посёлка был построен крупный «соципотечный городок».

## Транспорт

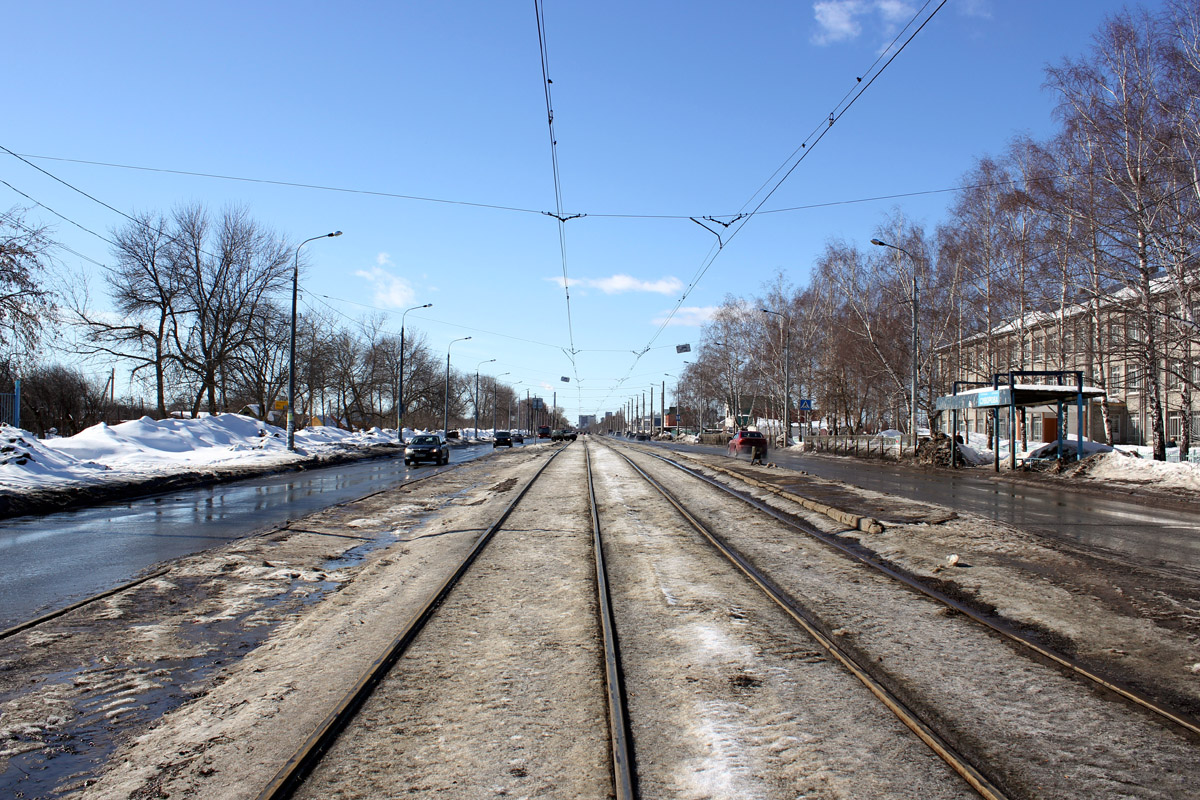
Трамвайная линия по Беломорской улице

Несмотря на большую удалённость, посёлок исторически был хорошо обеспечен городским транспортом Казани, поскольку через него проходят транспортные связи от основной части города к крупным предприятиям «Казаньоргсинтез», «Татхимфармпрепараты» на окраине.
По всей оси посёлка по улицам Беломорская, Дениса Давыдова, Айдарова  идёт от «Казаньоргсинтеза» в центр города трамвайный маршрут № 1 (который до 2013 г. имел № 9 и включил в себя маршрут № 10, действовавший здесь в 1966—2008 гг. только до посёлка Караваево).
Также через весь посёлок по улице Беломорская  идут автобусные маршруты № 43 в «спальный район» Новое Савиново и в Приволжский район города, № 60 в Новое Савиново и Дербышки, № 89 в центр и «спальный район» Азино, а через улицу Гудованцева — № 29 в центр города, № 62 в «спальные районы» Новое Савиново, Азино, Горки, Солнечный город. Ранее также действовали, но были отменены автобусные маршруты № 52 в центр и Советский район города, № 57 в Кировский район города, № 81 на Горки.
Ранее до середины 2000-х гг. через улицу Гудованцева также действовал троллейбусный маршрут № 5.
Ввиду очень протяжённой территории посёлка, в нём имеется несколько автобусных и трамвайных остановок.